# Kamienica przy ulicy Karola Szymanowskiego 6 w Krakowie
Kamienica przy ulicy Karola Szymanowskiego 6 – zabytkowa kamienica znajdująca się w Krakowie, w dzielnicy V przy ul. Karola Szymanowskiego, na Krowodrzy.
Kamienica została wzniesiona w latach 1937–1938 według projektu architekta Adama Smykli.
Budynek znajduje się w gminnej ewidencji zabytków.